# Oláhbükkös
Oláhbükkös románul: Făget, falu Romániában, Erdélyben, Fehér megyében.

## Fekvése
Küküllővártól délre fekvő település.

## Története
Oláhbükkös, Bükkös nevét 1448-ban említette először oklevél p. Bykes néven.
1493-ban p. Bykes néven Küküllővár tartozékaként volt említve.
1480-ban Bykes Guthi Ország Sebestyén ősi egészbirtoka volt.
További névváltozatai: 1733-ban Fassed, 1750-ben Fedzet {Fedzset}, 1760-1762 között Oláh Bükkös, 1808-ban Bükös (Oláh-), 1861-ben Oláh-Bükkös, Fatsét, 1913-ban Oláhbükkös.
A trianoni békeszerződés előtt Kis-Küküllő vármegye Hosszúaszói járásához tartozott.
1910-ben 506 lakosából 500 román volt, és 506 görögkatolikus.

## Források

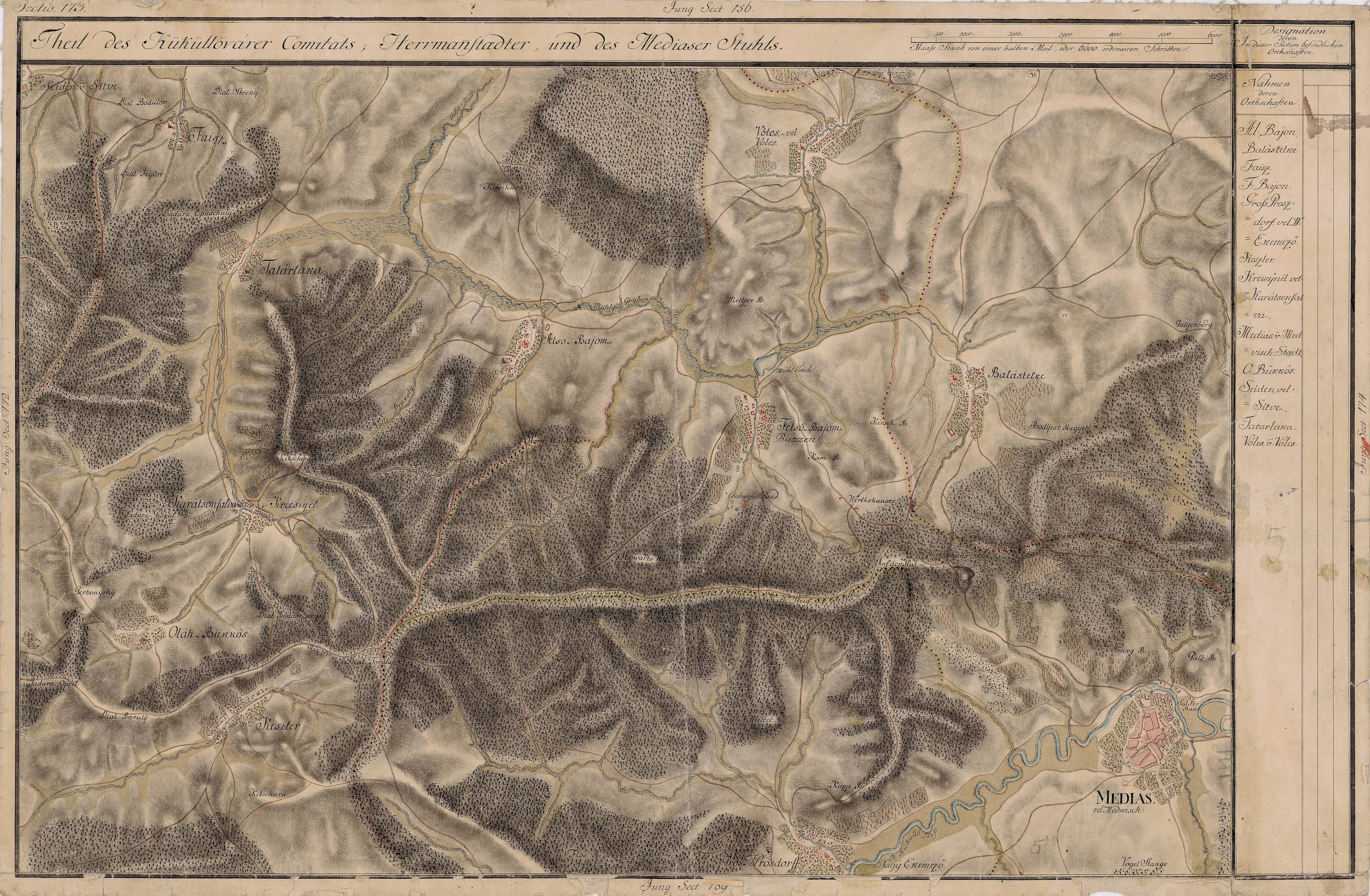
Oláhbükkös egy régi térképen